# Quốc lộ 8 (Campuchia)

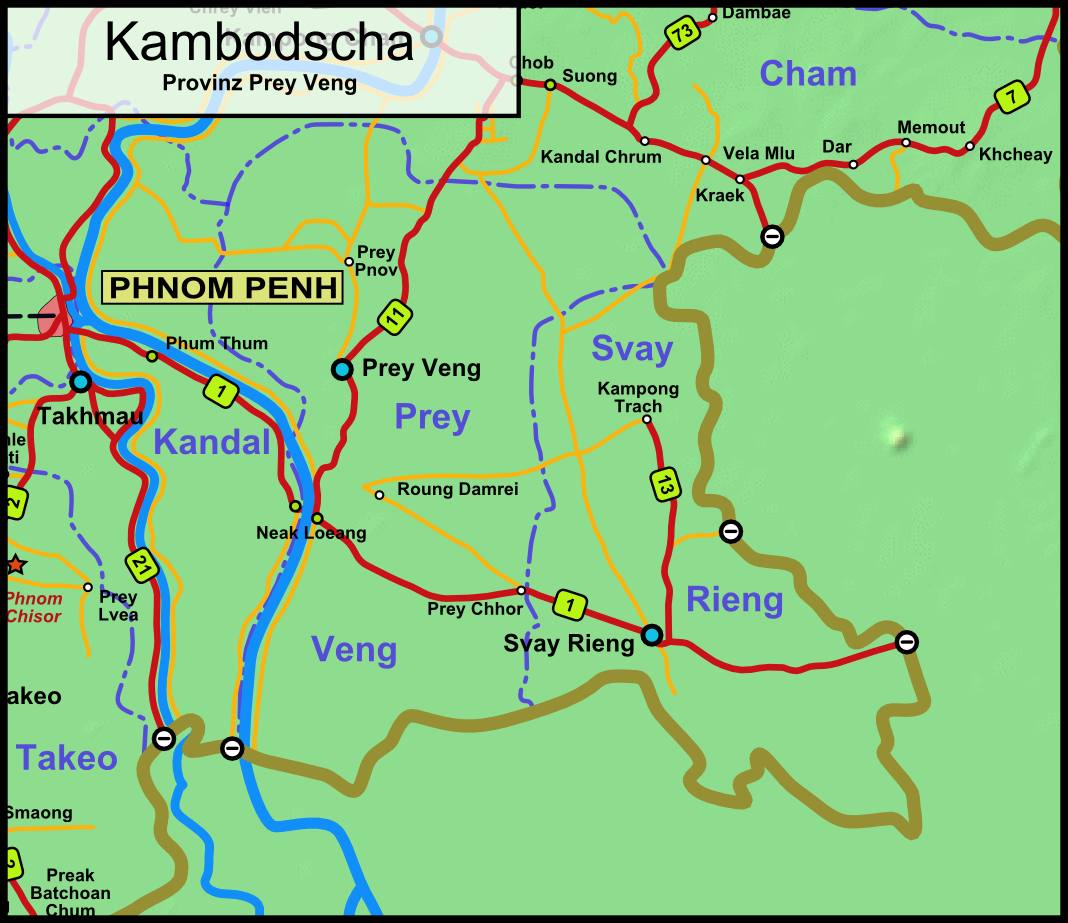
Các tuyến đường ở tỉnh Prey Veng.

Quốc lộ 8 (10008) là một tuyến quốc lộ ở Campuchia, có chiều dài 90 km (56 mi) nằm tại tỉnh Prey Veng phía đông nam Campuchia.
Quốc lộ 8 khởi đầu từ ngã ba giao với Quốc lộ 6A. Ngay sau khi vượt sông Mê Kông trên cầu Prek Tamak, tuyến đường này rẽ về phía đông đến làng Amphil nằm gần biên giới với Việt Nam. Điểm cuối tuyến kết thúc ở ngã ba giao với Quốc lộ 7.